# Dolní Těšice
Dolní Těšice – miejscowość i gmina (obec) w Czechach, w kraju ołomunieckim, w powiecie Przerów. W 2022 roku liczyła 62 mieszkańców.